# 滕海浜
滕 海浜（とう かいひん/テン・ハイビン、1985年1月2日-）は、中華人民共和国の体操競技選手。

## 略歴
2003年世界体操競技選手権（アナハイム）のあん馬で、鹿島丈博と同点優勝。
2004年のアテネ五輪では、団体でメダルを逃す。しかし、あん馬で優勝し、中国体操チームに唯一の金メダルをもたらした。
その後は、長らく中国代表の座から遠ざかっていたが、2010年に返り咲く。2010年世界体操競技選手権（ロッテルダム）にて平行棒で2位、同年のアジア大会（広州）ではあん馬で優勝した。
2012年ロンドンオリンピックでは代表に選ばれたが怪我のため直前に交代させられ出場出来なかった。
2014年に同じ中国の体操選手である張楠と結婚した。